# BUSK Belgrad
FK BUSK (cyr. cyr. ФК БУСК) – serbski klub piłkarski, mający siedzibę w stolicy kraju, mieście Belgrad.

## Historia
Chronologia nazw:
- 21.03.1913: FK USK (serb. cyr. ФК УСК)
- 1919: FK BUSK (serb. cyr. ФК БУСК)

Piłkarski klub FK USK został założony w Belgradzie 21 marca 1913 roku przez studentów Belgradzkiego Uniwersytetu. Od 1914 grał mecze towarzyskie.
1 grudnia 1918 proklamowano powstanie zjednoczonego Królestwo Serbów, Chorwatów i Słoweńców (SHS). Od sezonu 1919/20 jako FK BUSK uczestniczył w rozgrywkach regionalnych mistrzostw Serbii, a od 1923 w pierwszych oficjalnych mistrzostwach Królestwa SHS (w 1929 państwo zmieniło nazwę na Jugosławię). Najpierw rozgrywane mistrzostwa Belgradzkiego Okrężnego Związku Piłki Nożnej (drugi poziom ligowy), a potem zwycięzcy okręgów walczyli o mistrzostwo Jugosławii. W 1920 i 1921 był trzecim w mistrzostwach okręgu. Z powodu problemów z graniem, wielu piłkarzy klubu przenosiły się do innych drużyn. Największym sukcesem przed II wojną światową klub osiągnął w sezonie 1926/27, kiedy stał się mistrzem w klasie II i przeniósł się do Belgradzkiego Okrężnego Związku, skąd można było awansować do pierwszej ligi piłkarskiej Królestwa SHS. Przed II wojną światową aż do 1958 roku, działalność klubu była zawieszona. Potem dzięki entuzjazmowi profesorów i studentów Uniwersytetu w Belgradzie działalność została reaktywowana, ale klub występował tylko w rozgrywkach regionalnych.
Po rozpadzie SFR Jugosławii klub konkurował głównie w rozgrywkach miejskich.
Obecnie klub występuje w VI lidze serbskiej, zwanej Meђuopshtinske liga.

## Sukcesy

### Trofea międzynarodowe
Nie uczestniczył w rozgrywkach europejskich (stan na 31-05-2016).

### Trofea krajowe
| \| \| Zdobyte trofea w rozgrywkach Serbii (stan na: 31-03-2017) \| |                                                           |      |          |
| Rozgrywki                                                          | Osiągnięcie                                               | Razy | Sezon(y) |
| Mistrzostwo                                                        | I miejsce                                                 | 0    |          |
| Mistrzostwo                                                        | II miejsce                                                | 0    |          |
| Mistrzostwo                                                        | III miejsce                                               | 0    |          |
| Puchar                                                             | zdobywca                                                  | 0    |          |
| Puchar                                                             | finalista                                                 | 0    |          |
| II liga                                                            | I miejsce                                                 | 0    |          |
| II liga                                                            | II miejsce                                                | 0    |          |
| II liga                                                            | III miejsce                                               | 0    |          |
| Serbia                                                             | Zdobyte trofea w rozgrywkach Serbii (stan na: 31-03-2017) |      |          |

| \| \| Zdobyte trofea w rozgrywkach Jugosławii (stan na: 31-03-2017) \| |                                                               |      |                                                        |
| Rozgrywki                                                              | Osiągnięcie                                                   | Razy | Sezon(y)                                               |
| Mistrzostwo                                                            | I miejsce                                                     | 0    |                                                        |
| Mistrzostwo                                                            | II miejsce                                                    | 0    |                                                        |
| Mistrzostwo                                                            | III miejsce                                                   | 0    |                                                        |
| Puchar                                                                 | zdobywca                                                      | 0    |                                                        |
| Puchar                                                                 | finalista                                                     | 0    |                                                        |
| II liga                                                                | I miejsce                                                     | 0    |                                                        |
| II liga                                                                | II miejsce                                                    | 0    |                                                        |
| II liga                                                                | III miejsce                                                   | 2    | 1920 (Belgradzki podsavez), 1921 (Belgradzki podsavez) |
|                                                                        | Zdobyte trofea w rozgrywkach Jugosławii (stan na: 31-03-2017) |      |                                                        |

## Stadion
Klub rozgrywa swoje mecze domowe na stadionie studentski sportski centar w Belgradzie, który może pomieścić 2000 widzów.